# رفيق شابانادزوفيتش
رفيق شابانادزوفيتش (مواليد 2 أغسطس 1965) هو لاعب كرة قدم معتزل. لعب مع منتخب يوغوسلافيا لكرة القدم. سبق له أن لعب في كأس العالم لكرة القدم مع منتخب بلاده.

## روابط خارجية
- رفيق شابانادزوفيتش على موقع الدوري الأمريكي (الإنجليزية)
- رفيق شابانادزوفيتش على موقع قاعدة بيانات كرة القدم.إي يو (الإنجليزية)
- رفيق شابانادزوفيتش على موقع ناشيونال فوتبول تيمز (الإنجليزية)
- رفيق شابانادزوفيتش على موقع عالم كرة القدم.نت (الإنجليزية)
- رفيق شابانادزوفيتش على موقع أوليمبيديا (الإنجليزية)